# Channa micropeltes

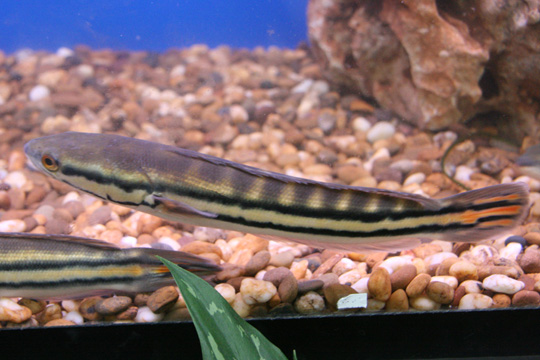
Exemplar juvenil

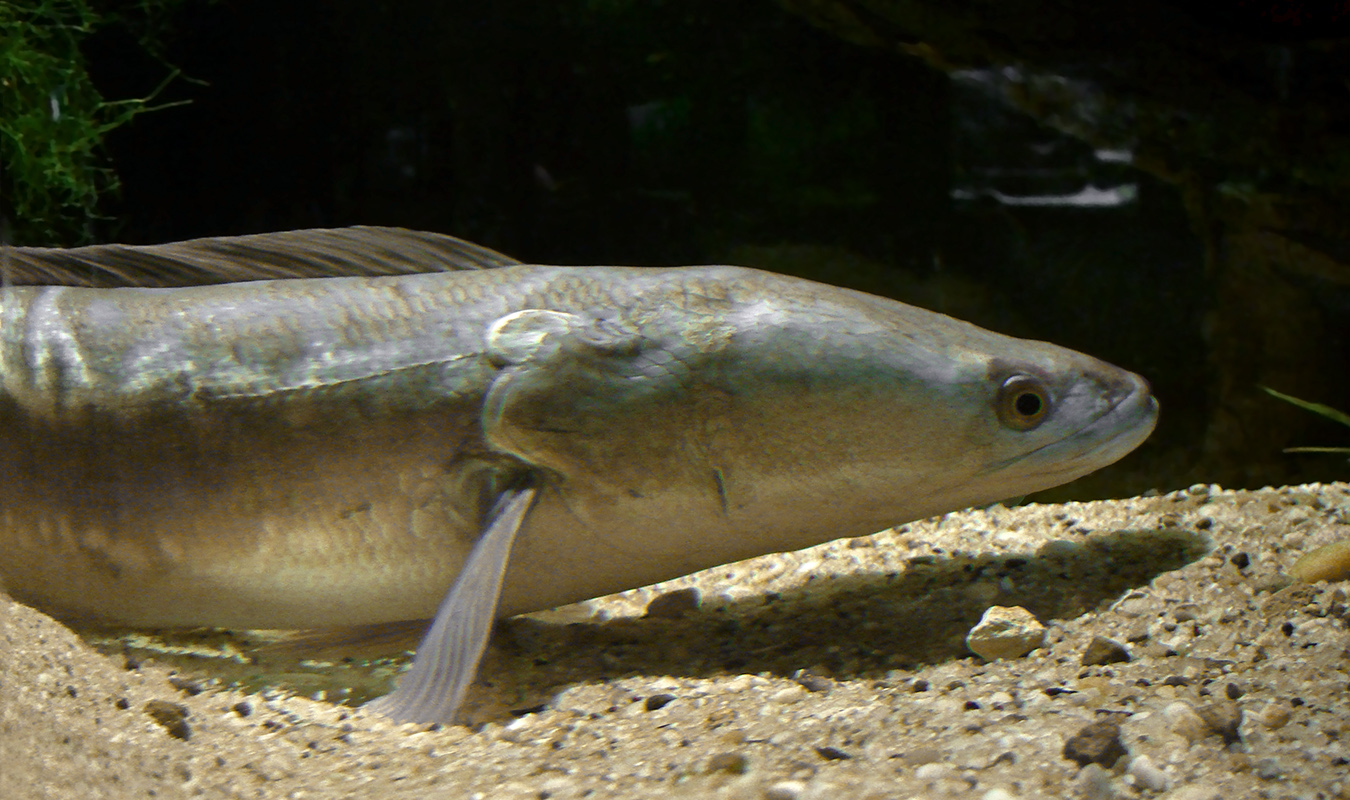
Detall de la part anterior

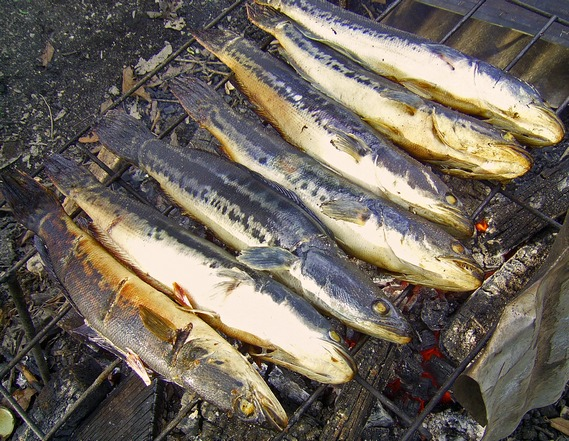
Exemplars rostits a la graella.

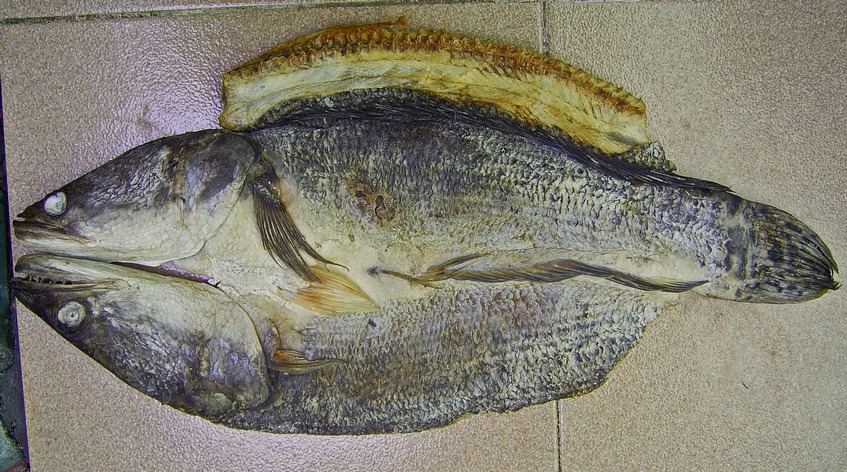
Exemplar en salaó

Channa micropeltes és una espècie de peix de la família dels cànnids i de l'ordre dels perciformes.

## Descripció
- Fa 130 cm de llargària màxima[6] (encara que la seua mida normal és de 50)[7] i 20 kg de pes.[8]
- Els adults presenten una banda ampla i longitudinal fosca, mentre que els juvenils tenen dues ratlles negres longitudinals amb una àrea intermèdia de color taronja brillant.[9]
- Cap deprimit, aplanat a dalt, amb escates a la regió gular, la boca grossa i obliqua, el maxil·lar arribant més enllà de la vora posterior dels ulls, la mandíbula inferior amb diverses dents semblants a les canines darrere d'una única filera de dents vil·liformes i canines grosses al prevòmer i les palatines.
- Escates petites a la part superior del cap. 16-17 fileres d'escates entre l'angle preopercular i la vora posterior de l'òrbita ocular. 22 escates predorsals. 95-110 escates en sèries longitudinals.
- 43-46 radis a l'aleta dorsal, 27-30 a l'anal, 15 a les pectorals i 6 a les pèlviques.
- Aleta caudal arrodonida.
- Les aletes pèlviques fan aproximadament el 50% de la longitud de les aletes pectorals.[10]

## Reproducció
Té lloc en petits rierols amb vegetació densa i els ous (pelàgics) són ferotgement custodiats pels progenitors (fins al punt d'atacar els humans que s'atansen als nius). Aquesta protecció continua després de l'eclosió (probablement, fins que les larves esdevenen demersals).

## Alimentació
És un depredador diürn, el qual es nodreix de peixos, granotes, ocells i crustacis.

## Hàbitat i distribució geogràfica
És un peix d'aigua dolça, bentopelàgic, potamòdrom i de clima tropical (25 °C-28 °C; 10°N-1°N, 95°E-141°E), el qual viu a Àsia: les masses d'aigües fondes (pantans, grans rius i canals de corrent lent o estancat) de les conques del llac Tonlé Sap i dels rius Mekong i Chao Phraya, la península de Malaca i les illes de Sumatra, Java i Borneo, incloent-hi Cambodja, Indonèsia, Malàisia (incloent-hi la part continental i Sarawak), Laos, Tailàndia, el Vietnam i, possiblement també, Myanmar Els informes de la presència d'aquesta espècie a l'Índia (Kerala) podrien pertànyer a una espècie diferent o bé, el més plausible, resultat d'una introducció molt primerenca fora de la seua àrea de distribució original. Ha estat introduït a Singapur (des de l'Àsia Sud-oriental entre 1980 i 1989), els Estats Units (el 1976), la Xina (des de Tailàndia el 1986) i les illes Filipines (el 1989).

## Principals amenaces
Hom creu que no es troba en perill en tota la seua àrea de distribució, però és probable que estigui afectat per la pèrdua del seu hàbitat a nivell local.

## Observacions
És inofensiu per als humans, capaç d'efectuar migracions per terra, emprat en aqüicultura i forma part del comerç internacional de peixos ornamentals.